# Cattleya schilleriana
Cattleya schilleriana là một loài phong lan Cattleya thuộc họ Orchidaceae.
```
 Tư liệu liên quan tới 
Cattleya schilleriana
 tại 
Wikimedia Commons
```

## Hình ảnh

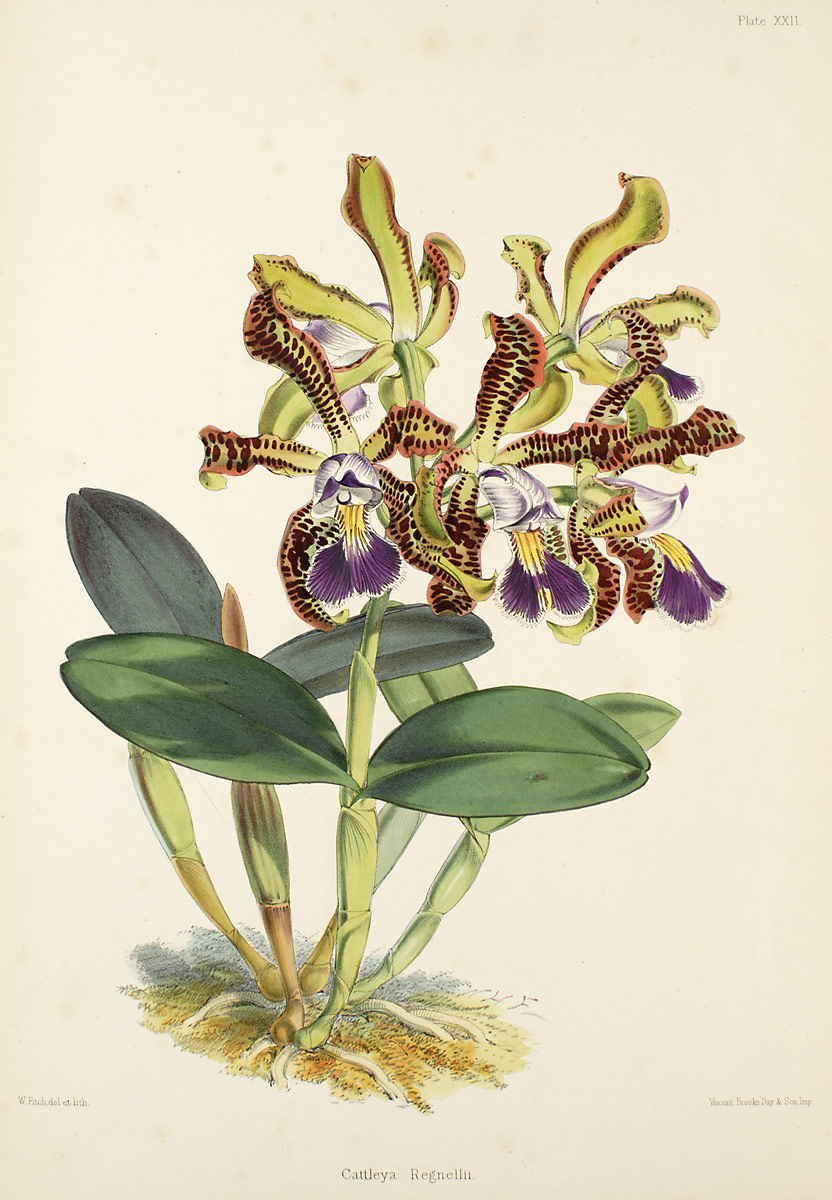